# Автомобильные дороги Украины
Автомоби́льные доро́ги Украи́ны — сеть дорог на территории Украины, объединяющая между собой населённые пункты и отдельные объекты и предназначенная для движения транспортных средств, перевозки пассажиров и грузов.
Сеть автомобильных дорог общего пользования включает 172,4 тыс. км дорог, из них с твёрдым покрытием — 164,1 тыс. км (без учёта муниципальных, ведомственных, внутрихозяйственных дорог).
Практически все автомобильные пути Украины проходят через населённые пункты, что не отвечает требованиям к международным транспортным коридорам, так как это приводит к ограничению скорости движения автомобильного транспорта.

## История
В 1940 году общая протяжённость автомобильных дорог на территории УССР составляла 270,7 тыс. км. В основном, это были грунтовые дороги, только 10,8 % дорог имели твёрдое покрытие.
Наиболее интенсивными темпами дороги строились в 60-70-е годы XX века и на момент распада Советского Союза существующая на данный момент на Украине сеть автомобильных дорог была фактически построена.
Уже в августе 2012 года, согласно данным исследования, проведенного американскими социологами Института Гэллапа, дороги Украины в рейтинге заняли 133 место из 148, тем самым признав их одними из худших.

## Качество дорог
В 2018 году в рейтинге качества автомобильных дорог в странах мира, составляемом Всемирным экономическим форумом, Украина заняла 123-е место из 140 возможных. Среди стран Европы Украина заняла предпоследнее место, опередив только Молдавию.
Министр инфраструктуры Украины Владимир Омелян в 2017 году отмечал, что «95 % украинских дорог остаются в непригодном состоянии». Также он заявил, что из 17 тыс. мостов «около 9 тысяч находятся в аварийном состоянии, а 4 тысячи нуждаются в немедленном ремонте».
Советник главы «Укравтодора» Александр Кава в 2018 году отмечал, что из 170 тыс. км существующих на Украине дорог 94 % (160 тыс. км) эксплуатируется с превышением нормативного срока службы. По словам Кавы, «чтобы дорожную сеть привести в нормативное состояние в обозримом будущем, необходимо капитально ремонтировать, реконструировать и проходить средний ремонт не менее 10-12 тыс. км в год». На практике же по итогам 2018 года было отремонтировано 3,8 тыс. км дорог. Также с 2018 года начал действовать Государственный дорожный фонд, средства из которого направляются на строительство, реконструкцию и ремонт дорог.

## Классификация

### Виды автомобильных дорог по значению
- Автомобильные дороги общего пользования. Являются составной частью единой транспортной системы Украины и соответствуют потребностям общества в автомобильных, пассажирских и грузовых перевозках;
- Улицы и дороги городов и других населённых пунктов;
- Ведомственные (технологические) автомобильные дороги. К ним относятся внутрихозяйственные технологические дороги, находящиеся в собственности юридических или физических лиц;
- Автомобильные дороги на частных территориях. К ним относятся автомобильные дороги, находящиеся на территориях, собственниками которых являются юридические (негосударственные) или физические лица.

#### Автомобильные дороги общего пользования
Автомобильные дороги общего пользования подразделяются на:

##### Дороги государственного значения
- Международные дороги — автомобильные дороги, совмещённые с международными транспортными коридорами и/или входящие в Европейскую сеть[9] основных, промежуточных, соединительных автомобильных дорог и ответвлений, имеющие соответствующую международную индексацию и обеспечивающие международные автомобильные перевозки. Международные дороги обозначаются кириллической буквой «М», фон таблички на дорожных указателях — красный. Они занимают около 5 % всех автомобильных дорог Украины.
- Национальные дороги — автомобильные дороги, совмещённые с национальными транспортными коридорами и не принадлежащие к международным автомобильным дорогам, а также автомобильные дороги, соединяющие столицу Украины — город Киев, административный центр Автономной Республики Крым, административные центры областей, город Севастополь между собой, большие промышленные и культурные центры государства с международными автодорогами. Национальные дороги обозначаются кириллической буквой «Н», фон таблички на дорожных указателях — красный. Национальных дорог — 3 % от общего количества дорог.
- Региональные дороги — автомобильные дороги, соединяющие столицу Украины — город Киев с административным центром Автономной Республики Крым, административными центрами областей и городами государственного подчинения, основные международные пограничные пункты пропуска автомобильного транспорта, морские и авиационные порты международного значения, важнейшие объекты национального культурного наследия, курортные зоны и большие промышленные и культурные центры государства с выше перечисленными и магистральными дорогами. Региональные дороги обозначаются кириллической буквой «Р», фон таблички на дорожных указателях — жёлтый. Региональных дорог на Украине — 4 %.
- Территориальные — автомобильные дороги, соединяющие центры областей между собой и с административными центрами районов, городами областного подчинения, а также города областного подчинения и административные центры районов между собой, и автомобильные дороги, соединяющие с магистральнымии региональными дорогами и вышеперечисленными дорогами, основные аэропорты, морские и речные порты, железнодорожные узлы, курорты, объекты национального культурного наследия и природно-заповедного фонда, пограничные автомобильные пункты пропуска международного и межгосударственного значения. Общая их длина составляет 30,6 тыс. км. Территориальные дороги обозначаются кириллической буквой «Т», фон таблички на дорожных указателях — жёлтый. Территориальными дорогами является 18 % путей.

##### Дороги местного значения Украины
Автомобильные дороги местного значения составляют бо́льшую часть общей автомобильной сети (155,6 тыс. км или 91,7 % от общей длины), разделяются на:
- Районные — автомобильные дороги, соединяющие административные центры районов с административными центрами сельских населённых пунктов в границах района и эти населённые пункты между собой, населённые пункты в границах района с железнодорожными станциями, аэропортами, речными портами, объектами национального культурного наследия и природно-заповедного фонда с сетью других дорог общего пользования, подъезды к пограничным пунктам пропуска автомобильного транспорта. Общая протяжённость 86,0 тыс. км. В среднем на 1 район приходится 175,5 км районных автомобильных дорог. К районным относятся 51 % дорог Украины.
- Сельские — автомобильные дороги, связывающие административные центры сельских населённых пунктов с другими населёнными пунктами в границах района, другие населённые пункты между собой, предприятия по приёму и переработке сельскохозяйственной продукции (хлебоприёмные пункты, сахарные заводы, льнозаводы, молокозаводы, пункты переработки мяса и т. д.), которые имеют межхозяйственное, общерайонное значение и находятся за чертой города или посёлка городского типа, с сетью автомобильных дорог общего пользования. Их длина составляет 39,2 тыс. км. В среднем на одно село приходится всего 1,37 км сельских автомобильных дорог, которые должны обеспечить жизнедеятельность 555 его жителей (среднее число). Сельских дорог на Украине 18 %.

Дороги местного значения на территории Украины обозначаются четырёхзначным цифровым индексом, в котором первые две цифры — индекс области, а две другие — номер дороги.
| Индекс | Регион                    | Длина путей, км | Индекс | Регион                 | Длина путей, км | Индекс | Регион                | Длина путей, км |
| ------ | ------------------------- | --------------- | ------ | ---------------------- | --------------- | ------ | --------------------- | --------------- |
| 01     | Крым*                     | 6605            | 10     | Киевская область       | 8490            | 20     | Тернопольская область | 5063            |
| 02     | Винницкая область         | 9519            | 12     | Кировоградская область | 6545            | 21     | Харьковская область   | 9551            |
| 03     | Волынская область         | 6199            | 13     | Луганская область      | 3631,7          | 22     | Херсонская область    | 4950            |
| 04     | Днепропетровская область  | 9182            | 14     | Львовская область      | 8334            | 23     | Хмельницкая область   | 7136            |
| 05     | Донецкая область          | 8052            | 15     | Николаевская область   | 4831            | 24     | Черкасская область    | 6118            |
| 06     | Житомирская область       | 8513            | 16     | Одесская область       | 8232            | 25     | Черниговская область  | 7680            |
| 07     | Закарпатская область      | 3330            | 17     | Полтавская область     | 8836            | 26     | Черновицкая область   | 2869            |
| 08     | Запорожская область       | 6974            | 18     | Ровненская область     | 5056            | 27     | г Севастополь         |                 |
| 09     | Ивано-Франковская область | 4160            | 19     | Сумская область        | 7281            |        |                       |                 |

- - О субъекте Российской Федерации см. Республика Крым. О регионе Украины см. Автономная Республика Крым.

Автомобильные дороги общего пользования находятся в государственной собственности и не подлежат приватизации.

#### Улицы и дороги городов и других населённых пунктов
Улицы и дороги городов и других населённых пунктов подразделяются на:
- магистральные дороги (непрерывного и регулированного движения);
- магистральные улицы общегородского значения непрерывного и регулированного движения);
- магистральные улицы районного значения, а также улицы и дороги местного значения.

 Составными улиц и дорог городов и других населённых пунктов являются: проезжая часть улиц и дорог, трамвайное полотно, дорожное покрытие, искусственные сооружения, сооружения дорожного водоотвода, технические средства организации дорожного движения, остановки городского транспорта, тротуары, пешеходные и велосипедные дорожки, зелёные насаждения, наземные и подземные сети.

#### Автомобильные пути специального значения
Автомобильные пути специального значения — это подъезды к военным и другим режимным объектам, большим железнодорожным узлам, станциям, переправам, морским и речным портам, а также автомобильные дороги оборонного значения.

### Виды автомобильных дорог по виду покрытия
По виду покрытия дорог различают:
- с твёрдым покрытием — автомобильные дороги с однослойным или многослойным дорожным покрытием, состоящим из различных видов уплотнённых дорожных смесей или каменных материалов: щебень, гравий, шлак, обработанных или не обработанных вяжущими смесями.

Подразделяются на:
- - цементобетонные;
  - асфальтобетонные;
  - чёрные шоссе;
  - белые щебневые, гравийные шоссе;
  - булыжная мостовая.
- грунтовые — дороги, проезжая часть которых улучшена ведением каркасных добавок (гравия, шлака и др.).

81 % государственных дорог имеют асфальтобетонное покрытие, 8,7 % — цементобетонное, 10,2 % — чёрное.
Местные автомобильные дороги в большинстве случаев (45,1 %) — это чёрные шоссе. Асфальтобетонными являются 51,1 % территориальных и 23,8 % районных дорог. Сельские дороги на 42,4 % состоят из чёрных шоссе, на 26,6 % — из белых щебеневых, гравийных, на 19,8 % — из асфальтобетонных.

### Виды автомобильных дорог по категории
В зависимости от пропускной способности, количества полос движения, ширины полос, ширины проезжей части, ширины земляного полотна, ширины полосы водоотвода, продольного уклона дороги и радиуса закруглений дороги, автодороги разделяют на 5 категорий:
| Категория                                                   | 1а     | 1б     | 2           | 3          | 4         | 5        |
| Фактическая интенсивность движения (авт/сут)                | >7000  | >7000  | >3000-7000  | >1000-3000 | >200-1000 | <200     |
| Наибольшая интенсивность движения (ед/сут)                  | >14000 | >14000 | >6000-14000 | >2000-6000 | >400-2000 | <400     |
| Расчётная скорость движения, км/ч                           | 150    | 140    | 120         | 100        | 80        | 60       |
| Количество полос (в две стороны), шт                        | 4-8    | 4-6    | 2           | 2          | 2         | 1(всего) |
| Ширина полосы, м                                            | 3,75   | 3,75   | 3,75        | 3,75       | 3,5       | 4,5      |
| Ширина разделяющей полосы, м                                | 6      | 5      | -           | -          | -         | -        |
| Ширина краевой укрепительной полосы на раздельной полосе, м | 1      | 1      | -           | -          | -         | -        |
| Ширина краевой укрепительной полосы на обочине, м           | 0,75   | 0,75   | 0,75        | 0,5        | -         | -        |
| Ширина земляного полотна, м                                 | 28,5   | 27,5   | 15          | 12         | 10        | 6        |
| Радиус кривой на повороте, м                                | 1200   | 800    | 800         | 600        | 300       | 150      |
| Максимальный продольный уклон, промилле                     | 30     | 40     | 40          | 50         | 60        | 70       |

Дороги I категории с обязательной разделительной полосой и 2 — 4 полосами движения в одном направлении имеют протяжённость всего 2,2 тыс. км или 1,3 % от протяжённости дорог с твёрдым покрытием. Наибольшее количество дорог I категории в Киевской области — 401 км. После неё идут Житомирская — 232 км, Донецкая — 230 км, Днепропетровская — 226 км и Харьковская — 166 км. Некоторые области практически не имеют дорог такого качества: Кировоградская — 1 км, Сумская — 4 км, Закарпатская — 12 км и Черновицкая — 13 км.
Пропускная способность отдельных автодорог Украины сравнивается или превышает эти стандарты. В частности дорога Киев — Борисполь имеет пропускную способность 40 тыс. авт/сут и 4 полосы движения в каждом направлении, все пересечения в разных уровнях. 

## Список автомобильных дорог

### Европейского значения, проходящие через территории Украины

#### Западно-Восточное направление

##### Основные дороги
Е40 Е50

##### Промежуточные дороги
Е38 Е58

#### Северно-Южное направление

##### Основные дороги
Е85 Е95 Е105 

##### Промежуточные дороги
Е81 Е87 Е97 Е101

#### Ответвления, соединительные дороги
Е372 Е373 Е381 Е391 Е471 Е573 Е577 Е583

### Государственного значения Украины

#### Международные
| Индекс и № дорог | Наименование автомобильных дорог                                         | Протяжённость (с подъездами) в км |
| ---------------- | ------------------------------------------------------------------------ | --------------------------------- |
| М-01             | Киев — Чернигов — п.п. Новые Ярыловичи (на Гомель)                       | 205,6 (224,4)                     |
| М-02             | Копти — Глухов — п.п. Бачевск (на Москву через Брянск)                   | 242,5                             |
| М-03             | Киев — Харьков — п.п. Должанское (на Ростов-на-Дону)                     | 844,2 (858,9)                     |
| М-04             | Знаменка — Луганск — Изварино (на Волгоград через Днепр, Донецк)         | 566,9                             |
| М-05             | Киев — Одесса                                                            | 453,3 (478)                       |
| М-06             | Киев — Чоп (на Будапешт через Львов, Мукачево, Ужгород)                  | 821,5 (846,2)                     |
| М-07             | Киев — Ковель — п.п. «Ягодин» (на Люблин)                                | 486,5 (488,4)                     |
| М-08             | Обход г. Ужгород — п.п. «Ужгород»                                        | 13,8                              |
| М-09             | Львов — Рава-Русская (на Люблин)                                         | 62,5                              |
| М-10             | Львов — Краковец (на Краков)                                             | 65,1 (77,3)                       |
| М-11             | Львов — п.п. Шегини (на Краков)                                          | 72,1                              |
| М-12             | Стрый — Тернополь — Кропивницкий — Знаменка (через Винницу)              | 746,7 (756,1)                     |
| М-13             | Кропивницкий — п.п. Платоново (на Кишинёв через Любашёвку)               | 254,4                             |
| М-14             | Одесса — Мелитополь — Новоазовск (на Таганрог)                           | 624,3 (652,5)                     |
| М-15             | Одесса — Рени (на Бухарест)                                              | 244,4 (282,4)                     |
| М-16             | Одесса — п.п. Кучурган (на Кишинёв)                                      | 58,7                              |
| М-17             | Херсон — граница с Крымом                                                | 423,6                             |
| М-18             | Харьков — Днепр — Запорожье — граница с Крымом                           | 682,6 (726,5)                     |
| М-19             | Доманово (на Брест) — Ковель — Черновцы — п.п. Тереблече (на Бухарест)   | 503,9 (509,1)                     |
| М-20             | Харьков — п.п. Гоптовка (таможенный пункт) (на Белгород)                 | 28,5                              |
| М-21             | Житомир — Могилёв-Подольский (через Винницу)                             | 220,9 (221,4)                     |
| М-22             | Полтава — Александрия                                                    | 186,5                             |
| М-23             | Берегово — Виноградов — п.п. Великая Копаня                              | 49,5                              |
| М-29             | Харьков — Красноград — Перещепино                                        | 186,5                             |
| М-30             | Стрый — Тернополь — Кропивницкий — Знаменка — Днепр — Луганск — Изварино | 1418,2 (1446,6)                   |
|                  | Общая протяженность международных автомобильных дорог:                   | 10070,9                           |

#### Национальные
| Индекс и № дорог | Наименование автомобильных дорог                           | Протяжённость (с подъездами) в км |
| ---------------- | ---------------------------------------------------------- | --------------------------------- |
| Н-01             | Киев — Знаменка                                            | 266,4 (274,7)                     |
| Н-02             | Львов — Тернополь                                          | 111,9                             |
| Н-03             | Житомир —Черновцы                                          | 325,3                             |
| Н-04             | Одесса — Черноморск                                        | 66,4 (69,3)                       |
| Н-07             | Киев — Сумы — Юнаковка (на Курск)                          | 334,7 (429,6)                     |
| Н-08             | Борисполь — Днепр — Запорожье (через Кременчуг)            | 429,6 (434,9)                     |
| Н-09             | Мукачево — Ивано-Франковск — Рогатин —Львов (через Рахов)  | 422                               |
| Н-10             | Стрый — Ивано-Франковск — Черновцы — Мамалыга (на Кишинёв) | 272,8 (276,6)                     |
| Н-11             | Днепр — Николаев (через Кривой Рог)                        | 239,6                             |
| Н-12             | Сумы — Полтава                                             | 154,4 (170,2)                     |
| Н-13             | Львов — Самбор — Ужгород                                   | 227,5                             |
| Н-14             | Александровка — Кропивницкий — Николаев                    | 239,3 (264,9)                     |
| Н-15             | Запорожье — Донецк                                         | 208,8                             |
| Н-16             | Золотоноша — Черкассы — Смела — Умань                      | 196,7                             |
| Н-17             | Львов — Радехов — Луцк                                     | 130,5                             |
| Н-18             | Ивано-Франковск — Бучач — Тернополь                        | 106,8                             |
| Н-20             | Славянск — Донецк — Мариуполь                              | 190,6                             |
| Н-21             | Старобельск — Луганск — Красный Луч — Макеевка — Донецк    | 206,8                             |
| Н-22             | Устилуг — Луцк — Ровно                                     | 155,9                             |
| Н-23             | Кропивницкий — Кривой Рог — Запорожье                      | 244,6                             |
|                  | Общая протяженность национальных автомобильных дорог:      | 4830,4                            |

#### Региональные
| Индекс и № дорог | Наименование автомобильных дорог                                                 | Протяжённость (с подъездами) в км |
| ---------------- | -------------------------------------------------------------------------------- | --------------------------------- |
| Р-01             | Киев — Обухов                                                                    | 20,3                              |
| Р-02             | Киев — Иванков — Овруч                                                           | 171,7 (201,4)                     |
| Р-03             | Северо-восточный обход г. Киева                                                  | 28 (33,5)                         |
| Р-04             | Киев — Фастов — Белая Церковь — Тараща — Звенигородка                            | 208,3 (209,8)                     |
| Р-05             | Городище — Ровно — Староконстантинов                                             | 291,7 (297,5)                     |
| Р-06             | Благовещенское — Вознесенск — Николаев                                           | 222,3 (224,5)                     |
| Р-07             | Чугуев — Старобельск — Меловое                                                   | 298,3                             |
| Р-08             | Немиров — Ямполь                                                                 | 118,6                             |
| Р-09             | Мироновка — Канев — Софиевка                                                     | 58,6                              |
| Р-10             | Канев — Чигирин — Кременчуг                                                      | 176,6 (195,6)                     |
| Р-11             | Полтава — Красноград                                                             | 52,6                              |
| Р-12             | Чернигов — Мена — Сосница — Гремяч                                               | 203,8 (208,5)                     |
| Р-13             | Чернигов — Городня — Сеньковка                                                   | 72,3                              |
| Р-14             | Луцк — Киверцы — Маневичи — Любешов — Дольск                                     | 154,4                             |
| Р-15             | Ковель — Владимир-Волынский — Червоноград — Жолква                               | 144,4 (149,4)                     |
| Р-16             | Подъезды к спецобъектам Крыма (См. Крым)                                         | 86                                |
| Р-17             | Белая Церковь — Тетиев — Липовец — Гумённое — М-12                               | 157,2                             |
| Р-18             | Житомир — Попельня — Сквира — Володарка — Ставище                                | 149,4                             |
| Р-19             | Фастов — Мытница — Обухов — Ржищев — Канев                                       | 138,3 (143,4)                     |
| Р-20             | Снятын — Тязев                                                                   | 107,5                             |
| Р-21             | Долина — Хуст                                                                    | 128,8                             |
| Р-22             | п.п. Красная Таловка — Луганск                                                   | 55,9                              |
| Р-23             | Симферополь — Феодосия (См. Крым)                                                | 109,6                             |
| Р-24             | Татаров — Косов — Коломыя — Борщев — Каменец-Подольский                          | 253,9                             |
| Р-25             | Симферополь — Евпатория (См. Крым)                                               | 53                                |
| Р-26             | Острог — Кременец — Почаев — Радивилов                                           | 121,1                             |
| Р-27             | Севастополь — Инкерман (См. Крым)                                                | 38,5                              |
| Р-28             | Выступовичи — Овруч — Житомир                                                    | 163,4                             |
| Р-29             | Алушта — Судак — Феодосия (См. Крым)                                             | 121,3                             |
| Р-30             | Подъезд к г. Ирпень                                                              | 12                                |
| Р-31             | Бердичев — Хмельник — Литин— М-12                                                | 79,4                              |
| Р-32             | Кременец — Белая Церковь — Ржищев                                                | 398,8 (402,1)                     |
| Р-33             | Винница — Турбов — Гайсин — Балта — Великая Михайловка — М-16                    | 358,9                             |
| Р-34             | Ялта — Алушта (См. Крым)                                                         | 77,4                              |
| Р-35             | Грушевка — Судак (См. Крым)                                                      | 20,2                              |
| Р-36             | Немиров — Могилёв-Подольский                                                     | 105,7                             |
| Р-37             | Энергодар — Васильевка — Бердянск                                                | 206,7                             |
| Р-38             | Богородчаны — Гута                                                               | 36,3                              |
| Р-39             | Броды — Тернополь                                                                | 72,3                              |
| Р-40             | Рава-Русская — Яворов — Судовая Вишня                                            | 54,8                              |
| Р-41             | Обход г. Тернополя                                                               | 14,5                              |
| Р-42             | Лубны — Миргород — Опошня — Н-12                                                 | 121,9                             |
| Р-43             | М-19 — Лановцы — Р-32                                                            | 56,2                              |
| Р-44             | Сумы — Путивль — Глухов                                                          | 131                               |
| Р-45             | Сумы — Краснополье — Богодухов                                                   | 105,1                             |
| Р-46             | Харьков — Ахтырка                                                                | 103,7                             |
| Р-47             | Херсон — Новая Каховка — Геническ                                                | 199,2 (224,9)                     |
| Р-48             | Каменец-Подольский — Сатанов — Войтовцы — Белогорье                              | 159,9                             |
| Р-49             | Васьковичи — Шепетовка                                                           | 162,2                             |
| Р-50             | Ярмолинцы — Сатанов                                                              | 46,2 (56,2)                       |
| Р-51             | Мерефа — Лозовая — Павлоград                                                     | 158,5                             |
| Р-52             | Днепр — Царичанка — Кобеляки — Решетиловка                                       | 151,8                             |
| Р-53             | п.п. п.п. «Малый Берёзный» — Малый Берёзный                                      | 3,1                               |
| Р-54             | Краснополка — Теплик — Бершадь — Саврань — Дубиново — М-05                       | 150,6                             |
| Р-55             | п.п. Одесса — Вознесенск — Новый Буг                                             | 205,8                             |
| Р-56             | Чернигов — Пакуль — п.п. Славутич — Чернобыль                                    | 72,3                              |
| Р-57             | Алёшки — Голая Пристань — Скадовск                                               | 80,9 (83,5)                       |
| Р-58             | Севастополь — порт Камышовая бухта (См. Крым)                                    | 8,2                               |
| Р-59             | Подъезд к спецобъектам г. Севастополя (См. Крым)                                 | 2,9                               |
| Р-60             | Кролевец — Конотоп — Ромны — Пирятин                                             | 222,6                             |
| Р-61             | Батурин — Конотоп — Сумы                                                         | 146,2 (147,6)                     |
| Р-62             | Криворовня — Усть-Путила — Старые Куты — Вижница — Сторожинец — Черновцы         | 111,2                             |
| Р-63             | Черновцы — Вашковцы — Путила — п. п. «Русская»                                   | 88,7 (111,7)                      |
| Р-64             | Ковшеватая — Шушковка — Лысянка — Моринцы — Шевченково — Тарасовка — Н-16        | 81,3                              |
| Р-65             | п.п. Николаевка — Семёновка — Новгород-Северский — Глухов — п.п. Екатериновка    | 122,3                             |
| Р-66             | п. п. «Дёмино - Александровка» — Сватово — Лисичанск — Луганск                   | 218                               |
| Р-67             | Чернигов — Нежин — Прилуки — Пирятин                                             | 184,2 (191,8)                     |
| Р-68             | Талалаевка — Ичня — Тростянец — Сокиринцы — Н-07                                 | 94,1 (99,4)                       |
| Р-69             | Киев — Вышгород — Десна — Чернигов                                               | 135 (138)                         |
| Р-70             | Одесса — Белгород-Днестровский — Монаши — М-15                                   | 96,9                              |
| Р-71             | Одесса — Ивановка — Ананьев — Песчаная — Хащеватое — Колодистое — Рыжавка — М-05 | 275,4                             |
| Р-72             | п.п. «Староказачье» — Белгород-Днестровский                                      | 32,4                              |
| Р-73             | Н-08 — Никополь                                                                  | 64,2                              |
| Р-74             | Пятихатки — Кривой Рог — Широкое                                                 | 49,5                              |
| Р-75             | п. п. Тымково — Балта — Первомайск — Доманёвка — Александровка                   | 184,3                             |
| Р-76             | п. п. Прикладники — Заречное — Дубровица                                         | 80,6                              |
| Р-77             | Ровно — Тучин — Гоща — Р-05                                                      | 68,3                              |
| Р-78             | Харьков — Змиёв — Балаклея — Гороховатка                                         | 134,2                             |
| Р-79             | М-18 — Сахновщина — Изюм — Купянск — п. п. «Пески»                               | 277,7                             |
|                  | Общая протяженность региональных автомобильных дорог:                            | 10089,8                           |

## Приграничные контрольно-пропускные пункты (для автомобильного транспорта)
| Белоруссия           | Белоруссия             | Белоруссия |
| -------------------- | ---------------------- | ---------- |
| Волынская область    |                        |            |
| Любешовский район    |                        |            |
| Дольск               | грузовой, пассажирский | 070100     |
| Шацкий район         |                        |            |
| Пища                 | грузовой, пассажирский | 070800     |
| Пулемец              | грузовой, пассажирский | 071000     |
| Ратновский район     |                        |            |
| Самары               | грузовой, пассажирский | 070300     |
| Доманово             | грузовой, пассажирский | 070400     |
| Тур                  | пассажирский (до 3,5т) | 070500     |
| Гута                 | пассажирский           | 070700     |
| Житомирская область  |                        |            |
| Овручский район      |                        |            |
| Выступовичи          | грузовой, пассажирский | 180300     |
| Олевский район       |                        |            |
| Майдан-Копищенский   | грузовой, пассажирский | 180400     |
| Киевская область     |                        |            |
| Полесский район      |                        |            |
| Вильча               | грузовой, пассажирский | 320300     |
| Ровенская область    |                        |            |
| Дубровицкий район    |                        |            |
| Переброды            | пассажирский           | 560300     |
| Городище             | грузовой, пассажирский | 560500     |
| Заречненский район   |                        |            |
| Вичевка              | пассажирский           | 560700     |
| Прикладники          | грузовой, пассажирский | 560600     |
| Черниговская область |                        |            |
| Городнянский район   |                        |            |
| Сеньковка            | грузовой, пассажирский | 740400     |
| Деревины             | пассажирский (до 3,5т) | 741000     |
| Ильмовка             | пассажирский (до 3,5т) | 741100     |
| Репкинский район     |                        |            |
| Новые Ярыловичи      | грузовой, пассажирский | 740700     |
| Добрянка             | пассажирский (до 3,5т) | 741200     |
| Черниговский район   |                        |            |
| «Славутич»           | грузовой, пассажирский | 740900     |

| Венгрия              | Венгрия                            | Венгрия |
| -------------------- | ---------------------------------- | ------- |
| Закарпатская область |                                    |         |
| Ужгородский район    |                                    |         |
| Чоп (Тиса)           | грузовой, пассажирский             | 210500  |
| Береговский район    |                                    |         |
| Звонковое            | пассажирский (кроме автобусов)     | 210900  |
| Косино               | пассажирский (кроме автобусов)     | 211000  |
| Лужанка              | пассажирский, грузовой (до 7,5 т.) | 211100  |
| Виноградовский район |                                    |         |
| Вилок                | пассажирский                       | 211200  |

| Молдова                     | Молдова                                  | Молдова         |
| --------------------------- | ---------------------------------------- | --------------- |
| Черновицкая область         |                                          |                 |
| Кельменецкий район          |                                          |                 |
| Мамалыга                    | грузовой, пассажирский                   | 731100          |
| Подворьевка                 | пассажирский                             | 731200          |
| Зелёная                     | пассажирский                             | 731300          |
| Кельменцы                   | грузовой, пассажирский                   | 731400          |
| Росошаны                    | грузовой, пассажирский                   | 731600          |
| Сокирянский район           |                                          |                 |
| Вашковцы                    | грузовой, пассажирский                   | 731700          |
| Сокиряны                    | грузовой, пассажирский                   | 732200 (732000) |
| Винницкая область           |                                          |                 |
| Могилёв-Подольский район    |                                          |                 |
| Могилёв-Подольский          | грузовой, пассажирский                   | 050200          |
| Бронница                    | до завершения строительства — пешеходный | 050300          |
| Ямпольский район            |                                          |                 |
| Большая Косница             | грузовой, пассажирский                   | 051200          |
| Песчанский район            |                                          |                 |
| Грабаровка                  | пассажирский                             | 051300          |
| Болган                      | грузовой, пассажирский                   | 051400          |
| Студёная                    | пассажирский                             | 051500          |
| Одесская область            |                                          |                 |
| Кодымский район             |                                          |                 |
| Алексеевка                  | грузовой, пассажирский                   | 510300          |
| Тымково                     | грузовой, пассажирский                   | 510700          |
| Шершенцы                    | пассажирский                             | 510400          |
| Подольский район            |                                          |                 |
| Домница                     | пассажирский                             | 510800          |
| Станиславка                 | грузовой, пассажирский                   | 510900          |
| Окнянский район             |                                          |                 |
| Федосеевка                  | пассажирский                             | 511000          |
| Дубово                      | пассажирский                             | 511200          |
| Платоново                   | грузовой, пассажирский                   | 511300          |
| Захарьевский район          |                                          |                 |
| Йосиповка                   | грузовой, пассажирский                   | 511400          |
| Павловка                    | пассажирский                             | 511500          |
| Великомихайловский район    |                                          |                 |
| Великоплоское               | грузовой, пассажирский                   | 511600          |
| Славяносербка               | грузовой, пассажирский                   | 511700          |
| Гребеники                   | пассажирский                             | 511800          |
| Раздельнянский район        |                                          |                 |
| Розалевка                   | пассажирский                             | 511900          |
| Кучурган                    | грузовой, пассажирский                   | 512000          |
| Беляевский район            |                                          |                 |
| Граденицы                   | грузовой, пассажирский                   | 512200          |
| Белгород-Днестровский район |                                          |                 |
| Маяки — Удобное             | грузовой, пассажирский                   | 512300          |
| Староказачье                | грузовой, пассажирский                   | 512400          |
| Тарутинский район           |                                          |                 |
| Лесное                      | грузовой, пассажирский                   | 512500          |
| Серпневое 1                 | грузовой, пассажирский                   | 512600          |
| Малоярославец Первый        | грузовой, пассажирский                   | 512700          |
| Болградский район           |                                          |                 |
| Новые Трояны                | грузовой, пассажирский                   | 512800          |
| Железнодорожное             | пассажирский                             | 512900          |
| Табаки                      | грузовой, пассажирский                   | 513000          |
| Виноградовка                | грузовой, пассажирский                   | 513100          |
| Ренийский район             |                                          |                 |
| Долинское                   | грузовой, пассажирский                   | 513300          |
| Рени                        | грузовой, пассажирский                   | 513400          |

| Польша                   | Польша                             | Польша |
| ------------------------ | ---------------------------------- | ------ |
| Волынская область        |                                    |        |
| Любомльский район        |                                    |        |
| Ягодин                   | грузовой, пассажирский             | 071200 |
| Владимир-Волынский район |                                    |        |
| Устилуг                  | пассажирский                       | 071400 |
| Львовская область        |                                    |        |
| Жолковский район         |                                    |        |
| Рава-Русская             | пассажирский, грузовой             | 460500 |
| Яворовский район         |                                    |        |
| Краковец                 | пассажирский                       | 460600 |
| Грушев                   | пассажирский (до 3,5 т.)           | 460000 |
| Угринов                  | пассажирский (до 3,5 т.)           | 461300 |
| Мостисский район         |                                    |        |
| Шегини                   | пассажирский, грузовой             | 460800 |
| Старосамборский район    |                                    |        |
| Смильница                | пассажирский, грузовой (до 7,5 т.) | 461100 |

| Россия                   | Россия                 | Россия |
| ------------------------ | ---------------------- | ------ |
| Луганская область        |                        |        |
| Марковский район         |                        |        |
| Просяное                 | грузовой, пассажирский | 440900 |
| Меловский район          |                        |        |
| Меловое                  | грузовой, пассажирский | 441000 |
| Новопсковский район      |                        |        |
| Танюшевка                | грузовой, пассажирский | 441200 |
| Троицкий район           |                        |        |
| Сиротино                 | пассажирский           | 442300 |
| Сумская область          |                        |        |
| Великописаревский район  |                        |        |
| Великая Писаревка        | грузовой, пассажирский | 590100 |
| Краснопольский район     |                        |        |
| Покровка                 | грузовой, пассажирский | 590300 |
| Сумской район            |                        |        |
| Юнаковка                 | грузовой, пассажирский | 590400 |
| Белопольский район       |                        |        |
| Рыжевка                  | грузовой, пассажирский | 590600 |
| Глуховский район         |                        |        |
| Катериновка              | грузовой, пассажирский | 590700 |
| Бачевск                  | грузовой, пассажирский | 590800 |
| Середино-Будский район   |                        |        |
| Середина-Буда            | пассажирский           | 591000 |
| Харьковская область      |                        |        |
| Двуречанский район       |                        |        |
| Пески                    | грузовой, пассажирский | 630200 |
| Золочевский район        |                        |        |
| Александровка            | грузовой, пассажирский | 631200 |
| Великобурлукский район   |                        |        |
| Чугуновка                | грузовой, пассажирский | 630400 |
| Волчанский район         |                        |        |
| Плетеневка               | грузовой, пассажирский | 630600 |
| Дергачёвский район       |                        |        |
| Гоптовка                 | грузовой, пассажирский | 630800 |
| Журавлёвка               | пассажирский           | 631400 |
| Харьковский район        |                        |        |
| Стрелечья                | пассажирский           | 631600 |
| Черниговская область     |                        |        |
| Новгород-Северский район |                        |        |
| Гремяч                   | грузовой, пассажирский | 740100 |
| Семёновский район        |                        |        |
| Николаевка               | грузовой, пассажирский | 740200 |
| Городнянский район       |                        |        |
| Сеньковка                | грузовой, пассажирский | 740300 |

| Румыния              | Румыния                                                                       | Румыния |
| -------------------- | ----------------------------------------------------------------------------- | ------- |
| Закарпатская область |                                                                               |         |
| Виноградовский район |                                                                               |         |
| Дьяково              | грузовой, пассажирский                                                        | 211300  |
| Тячевский район      |                                                                               |         |
| Солотвино            | пассажирский (до 3,5 т и не больше 9 посадочных мест, включая место водителя) | 211900  |
| Черновицкая область  |                                                                               |         |
| Глыбоцкий район      |                                                                               |         |
| Порубное             | пассажирский, грузовой                                                        | 730800  |

| Словакия             | Словакия                          | Словакия |
| -------------------- | --------------------------------- | -------- |
| Закарпатская область |                                   |          |
| Ужгородский район    |                                   |          |
| Малый Берёзный       | пассажирский, грузовой (до 3,5т.) | 210200   |
| Ужгород              | пассажирский, грузовой            | 210300   |

| Крым *             | Крым *                 | Крым * |
| ------------------ | ---------------------- | ------ |
| Херсонская область |                        |        |
| Каланчакский район |                        |        |
| Каланчак           | грузовой, пассажирский |        |
| Чаплинский район   |                        |        |
| Чаплинка           | грузовой, пассажирский |        |
| Генический район   |                        |        |
| Чонгар (Сальково)  | грузовой, пассажирский |        |

- — См. возможные изменения и дополнения [13].
- — О субъекте Российской Федерации см. Республика Крым. О регионе Украины см. Автономная Республика Крым.